# Malangsari (Tanjunganom)
Malangsari is een bestuurslaag in het regentschap Nganjuk van de provincie Oost-Java, Indonesië. Malangsari telt 2070 inwoners (volkstelling 2010).